# Robbert Olijfveld
Robbert Olijfveld (15 augustus 1994) is een Nederlands voetballer die bij voorkeur op de flanken speelt. Hij maakte in 2014 zijn debuut voor Sparta Rotterdam in de Jupiler League. Sinds de zomer van 2015 komt hij uit voor hoofdklasser ASWH. In januari 2016 maakt topklasser RVVH bekend dat Olijfveld vanaf juni zal overstappen naar de Ridderkerkers.Dit gaat echter niet door. Hij zal bij ASWH blijven. Op 9 november 2016 wordt bekend dat hij in het seizoen 2017/18 voor het Spakenburgse Vv IJsselmeervogels zal gaan spelen. Olijfveld is de eerst getransfereerde amateurvoetballer van het seizoen 2016/17.

## Carrière
Olijfveld begon in de jeugd van Feyenoord Rotterdam en stapte later over naar Sparta Rotterdam. Voor de Spartanen maakte hij op 15 maart 2014 als wisselspeler zijn debuut in de eerste divisie tegen Almere City FC (0-1 verlies). Een week later begon hij in de basis tegen Achilles '29 (1-1) en scoorde hij na 61 minuten spelen de openingstreffer. Ook een week later tegen FC Eindhoven begon Olijfveld, de wedstrijd werd met 4-0 verloren. In 2016 veroverde hij de districtsbeker met ASWH.

## Statistieken
| Seizoen                     | Club             | Land      | Competitie     | Wed. | Goals |
| --------------------------- | ---------------- | --------- | -------------- | ---- | ----- |
| 2013/14                     | Sparta Rotterdam | Nederland | Jupiler League | 3    | 1     |
| Totaal                      | Totaal           | Totaal    | Totaal         | 3    | 1     |
| Bijgewerkt tot 20 juni 2014 |                  |           |                |      |       |